# Kingdom Centre
El Centro del Reino (en árabe: برج المملكة) es un rascacielos situado en la ciudad de Riad, en Arabia Saudita. Con una altura de 302 metros es el quinto más alto del país, después de las Torres Abraj Al Bait, el Capital Market Authority Headquarters, el Burj Rafal y el KAFD World Trade Center. La torre tiene una superficie total de 185 000 m². Cuenta con 41 plantas y su construcción fue hecha por la Bechtel corporation, que finalizó en 2002.
El Kingdom Centre es propiedad de Al Waleed Bin Talal, un príncipe de la familia real saudí. Está situado en el distrito de negocios de Olaya, en el centro de la ciudad. La torre fue galardonada en 2002 con el Emporis Skyscraper Award y reconocido como "el mejor rascacielos del año por diseño y funcionalidad".

## Galería

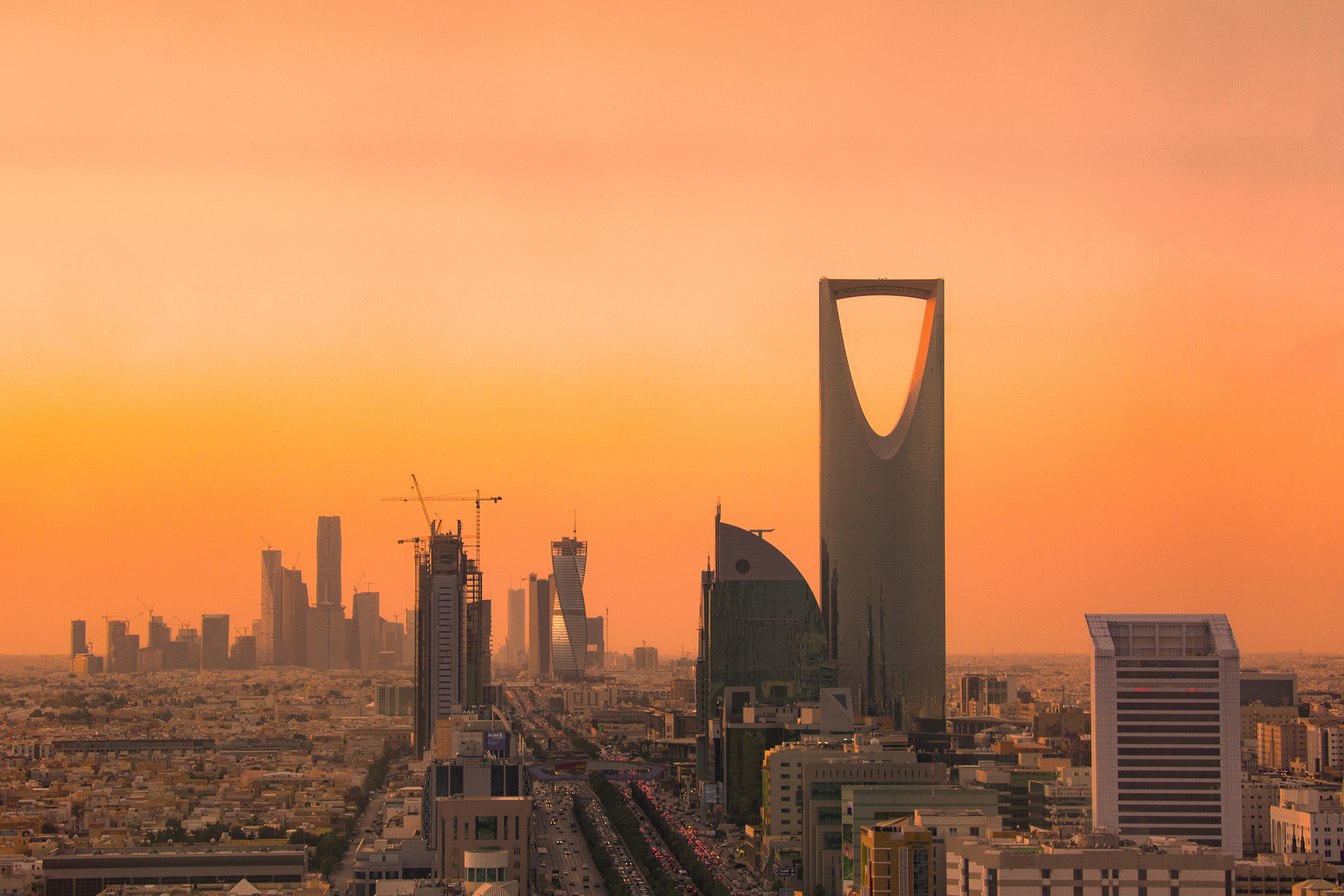